# Бегишевское сельское поселение (Тюменская область)
Бегишевское се́льское поселе́ние — муниципальное образование в Вагайском районе Тюменской области Российской Федерации.
Административный центр — село Бегишево.

## История
Статус и границы сельского поселения установлены Законом Тюменской области от 5 ноября 2004 года № 263 «Об установлении границ муниципальных образований Тюменской области и наделении их статусом муниципального района, городского округа и сельского поселения».

## Население
| 2010  | 2011  | 2012  | 2013  | 2014  | 2015  | 2016  |
| ----- | ----- | ----- | ----- | ----- | ----- | ----- |
| 1218  | ↘1216 | ↘1202 | →1202 | ↘1192 | ↘1162 | ↘1150 |
| 2017  | 2018  | 2019  | 2020  | 2021  | 2023  |       |
| ↘1108 | ↘1090 | ↘1083 | ↘1079 | ↘779  | ↘752  |       |

## Состав сельского поселения
| № | Населённый пункт | Тип населённого пункта       | Население |
| - | ---------------- | ---------------------------- | --------- |
| 1 | Бегишево         | село, административный центр | 247       |
| 2 | Бегишевское      | село                         | 246       |
| 3 | Второвагайское   | село                         | 237       |
| 4 | Долговская       | деревня                      | 0         |
| 5 | Инжура           | посёлок                      | 192       |
| 6 | Кобякская        | деревня                      | 225       |
| 7 | Ламбина          | деревня                      | 11        |
| 8 | Симонова         | деревня                      | 2         |
| 9 | Яркова           | деревня                      | 58        |